# Université polytechnique de Valence
Pour les articles homonymes, voir UPV.

L'université polytechnique de Valence (Universidad Politécnica de Valencia en castillan ; Universitat Politècnica de València en valencien ; en sigle UPV) est une université espagnole, fondée en 1968 qui dispose de divers centres d'enseignements dans les localités suivantes : Valence, Gandia et Alcoy.

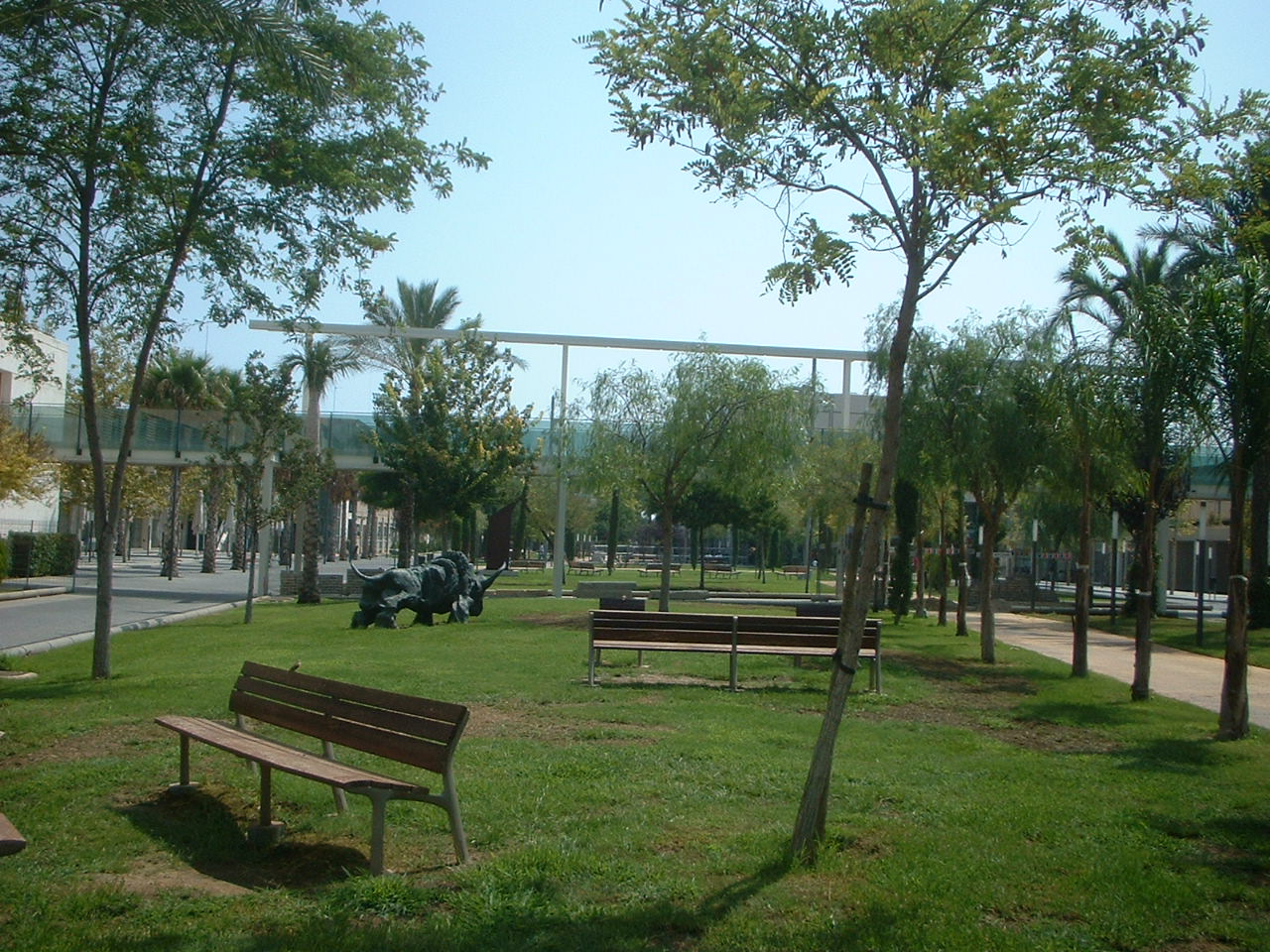
Agora

## Facultés
- École technique supérieure d'ingénierie de design
- École technique supérieure d'informatique appliqué
- École technique supérieure de Alcoy
- École technique supérieure de Gandía
- École technique supérieure d'architecture
- École technique supérieure de gestion de la construction
- École technique supérieure du milieu rural
- École technique supérieure d'agronomie
- École technique supérieure d'ingénierie des routes, canaux et ports
- École technique supérieure d'ingénierie des télécommunications
- École technique supérieure d'ingénierie géodésique, de topographie et de cartographie
- École technique supérieure d'ingénierie industrielle
- Faculté d'administration et de direction d'entreprise
- Faculté des beaux-arts
- Faculté d'informatique

L'UPV dispose d'installations sportives: stades de foot, piste d'athlétisme, piscine, gymnase, tennis, volley, vélodrome.